# 上海白龙港污水处理厂
白龙港污水处理厂是位於中華人民共和國上海市浦東新區合庆鎮的一個污水處理廠，始建于1997年。2002年，白龙港厂扩建改造，2004年完成,处理污水能力达到日均120万米。2006年，上海市人民政府投资22亿元对白龙港厂再度升级、改造和扩建,使其处理污水能力达到日均200万米。2008年9月，白龙港污水处理厂的升级改造和扩建工程完成。扩建后其处理污水规模达日均200万米，成为亚洲最大的污水处理厂。2022年1月4日，白龙港污水处理厂扩建三期工程開工。